# Den brysomme mannen
Den brysomme mannen (noruec: L’home avorrit) és una pel·lícula noruega del 2006. Va ser dirigit per Jens Lien després d'un guió de Per H. V. Schreiner. La pel·lícula és protagonitzada per Trond Fausa Aurvåg, Petronella Barker i Per Schaaning. La història tracta sobre un home de sobte en una distòpia exteriorment perfecta, però buida i insatisfactòria, i el seu intent d'escapar. La pel·lícula va ser ben rebuda per la crítica i va rebre tres premis Amanda el 2006.

## Argument
Quan comença la pel·lícula, Andreas Ramsfjell es troba sota terra en una estació de tren. Està veient un petó de parella; tanmateix, el petó no té cap senyal d'estètica - al contrari, sembla horrible i abominable. L'Andreas sembla estar cada cop més inquiet fins que finalment fa un pas endavant i salta fora de la via davant d'un tren de metro i l'escena acaba bruscament.
A l'escena següent, està en un autobús que el deixa sortir a una benzinera abandonada enmig del no-res. Un home gran saluda l'Andreas amb un cartell de benvinguda i l'acompanya a un cotxe. Des d'aquí s'endinsa en una ciutat aparentment ideal, on aviat es troba amb una feina corporativa, un pis moblat i una bonica núvia. La vida aparentment perfecta on les necessitats de tothom es satisfan aviat es mostra buida. Andreas sembla ser l'única persona de la ciutat capaç d'experimentar sensació i emoció. L'únic respir del buit és un materialisme sense sentit.
Mentre el poc incòmode es converteix en absurd, l'Andreas intenta escapar, però descobreix que no hi ha manera de sortir de la ciutat. L'escena inicial es revela de nou enmig de la seva misèria després que se li trenqui el cor i surt a les vies del tren, només per descobrir que pot sobreviure a qualsevol intent de suïcidi. Finalment coneix l'Hugo, un netejador que ha trobat una escletxa a les parets del soterrani des de la qual surt una música encantadora i se sent riure als nens. Els dos creuen frenètics, en secret, a través de la paret i descobreixen que condueix a una casa lluminosa i acolorida, probablement de tornada al món real.
L'Andreas aconsegueix ficar el braç a la casa i agafa un grapat de pastís de la taula, però tots dos són atrapats i arrossegats fora del soterrani. L'Andreas és expulsat de la ciutat amb el mateix autobús que el va portar fins allà. La pel·lícula acaba amb un viatge violent cap a un erm gelat on l'autobús deixa a Andreas, sol en una tempesta de neu.

## Repartiment
- Trond Fausa Aurvåg com Andreas Ramsfjell
- Petronella Barker com a Anne Britt
- Per Schaaning com a Hugo
- Birgitte Larsen com a Ingeborg
- Johannes Joner com a Håvard
- Ellen Horn com a Trulsen
- Eduardo Andres Riquelme Muñoz
- Sigve Bøe com a Liten Mann
- Hanne Lindbæk com a Vigdis
- Ivar Lykke com a col·lega 1

## Producció
La història de la pel·lícula va ser escrita originalment per a radioteatre, dos anys abans que fos adaptada per a la pantalla. El director Jens Lien explica que es va veure molt afectat pel guió de Schreiner i que la primera vegada que el va llegir no va poder dormir. Schreiner i Lien havien col·laborat anteriorment en curtmetratges, però aquest va ser el primer llargmetratge que van crear junts.
La "música encantadora" del soterrani és en realitat una gravació feta per thereminvox.com pel veterà theremin Howard Mossman, que segueix sense acreditar.

## Recepció
La pel·lícula va ser escollida per a la Setmana de la Crítica del Festival de Cinema de Canes, i el membre del jurat Christophe Leparc va expressar una gran admiració per la pel·lícula.
Den brysomme mannen va ser, en general, molt ben rebuda per la premsa noruega. El diari Aftenposten va atorgar cinc punts sobre sis, qualificant la pel·lícula d'"avançada" i plena de referències literàries i fílmiques, però no sense un atractiu més ampli. L'emissora de televisió NRK també va acabar en cinc, qualificant la pel·lícula de estimulant i divertida, i de "molt, molt bona".
Les crítiques internacionals van ser bones. Steve Rose, escrivint per a The Guardian, li va donar tres de cinc estrelles. Observant les referències culturals a altres treballs distòpics, es va queixar que la pel·lícula no va arribar "sota la superfície d'aquesta realitat paral·lela poc profunda". Noel Murray, de The A.V Club, va qualificar la pel·lícula de "bé ritme i traçat al llarg de tot", encara que va sentir que es va desviar "massa cap al país de la fantasia" cap al final.
La pel·lícula va ser guardonada amb tres Amandas el 2006: per "Millor direcció", "Millor guió" i "Millor actor" (Aurvåg). També va ser nominada a les categories "Millor pel·lícula" i "Millor actriu" (Barker). La pel·lícula també va guanyar diversos premis internacionals, inclòs el premi ACID (Agence du Cinéma Indépendant pour sa Diffusion) a el Festival de Cinema de Canes i l'estrella de mar d'or al festival internacional de cinema de Hampton.

## Banda sonora
La pel·lícula compta amb música d'Edvard Grieg. La partitura està composta pel compositor noruec Ginge.